# Frie jydske Malere
Frie jydske Malere var en dansk kunstnersammenslutning, etableret 1921, hvis ledende kraft var maleren Martin Jørgensen (der i 1928 føjede Kaalund til sit efternavn). De fleste af de faste medlemmer var kendt som mørkemalere med en kolorit af jordfarver og en opdyrkning af landskabsmaleriet.
Gruppens faste medlemmer var foruden Martin (Kaalund-)Jørgensen, Viggo Jensen, malerbrødrene Kristian og Carl Frederiksen, Aarhus-tegneren Martinus Hougaard, Peter Holm fra Ringkøbing, Emiel Hansen fra Aarhus, Niels Ibsen-Nielsen og Johan Sejg. I 1928 blev Søren Hjorth Nielsen medlem, men gjorde, som han skrev i marts 1930, gruppen "den glæde at melde sig ud". Årsagen er uvis. Året efter kom en ung maler fra Gjern, Erik Raadal, til som gæst. Ligesom Kaalund-Jørgensen havde Raadal tilbragt fire år på Kunstakademiet i København. Raadal blev medlem af gruppen og udstillede med den i de følgende år. I 1933 inviterede Kaalund den nittenårige seminarieelev Asger Jørgensen (senere Jorn), som han i nogen tid havde kendt og vejledt i maleriet, til at udstille og til at lave katalogets forsideillustration. 
Foreningen afholdt udstillinger i jyske byer (Aarhus hvor ikke andre byer er nævnt) i 1921, 1922, 1924 (Horsens og Silkeborg), 1925, 1926, 1927, 1928, 1929, 1930, 1932, 1933 (Silkeborg) og 1934.

## Kendte udstillere på Frie jydske Maleres udstillinger
- Aage Bernhard-Frederiksen
- Niels Bjerre
- Karl Bovin
- Holger Dall
- Carl Frederiksen
- Kristian Frederiksen
- Petri Gissel
- Viggo Jensen
- Emiel Hansen
- Thorvald Hansen
- Peter Holm
- Martinus Hougaard
- Niels Ibsen-Nielsen
- Kræsten Iversen
- Axel P. Jensen
- Viggo Jensen
- Asger Jorn
- Knud Kyhn
- Victor G. Kühnel
- Martin Kaalund-Jørgensen
- Thøger Larsen
- Max Nathan
- Søren Hjorth Nielsen
- Sophus Paulsen
- Erik Raadal
- Johan Sejg
- Axel Skjelborg
- Jens Sørensen
- Karl Sørensen
- Sixten Wiklund
- Carl Østerbye

## Udstillinger/litteratur
- Tre frie jydske malere: Viggo Jensen, Peter Holm, Martin Kaalund-Jørgensen, Holstebro Kunstmuseum, 22. marts – 19. maj 1997.
- Frie jyske Malere og Jysk Forening for moderne kunst 50 år, Silkeborg Kunstmuseum 1973-74.